# Емельян Пугачёв (фильм)
«Емельян Пугачёв» — советский художественный фильм, историческая дилогия режиссёра Алексея Салтыкова.
Фильм включает в себя две части: «Невольники свободы» и «Воля, кровью омытая».

## Сюжет
1773 год. 
Донской казак Емельян Пугачёв, женатый на Софье Недюжевой, будучи в бегах, находит убежище у известного игумена старообрядцев Филарета, а  затем скрывается на Таловом умёте у его владельца Степана Оболяева. Он встречается с несколькими яицкими казаками, в том числе и И. Ф. Зарубиным по прозвищу Чика, и те решают признать его за царя Петра Третьего. Пугачёв собирает вокруг себя сподвижников и единомышленников, назвавшись чудесно спасшимся императором Петром Фёдоровичем. Он возглавляет казацкое восстание, со временем переросшее в полномасштабную крестьянскую войну, охватившую значительную территорию.
В ходе боевых действий пугачёвцами взяты многие крепости, ряды восставших пополняются отрядами казаков, крепостных, заводских крестьян, беглых каторжников. К ним присоединяется башкирская конница под предводительством певца Салавата Юлаева и полковника Кинзи Арсланова. Отправленный с целью избавить от пугачевской блокады Оренбург полковник Чернышёв в ходе устроенной пугачёвцами ловушки терпит поражение. Императрица Екатерина не может собрать против бунтовщиков значительные силы, поскольку регулярная армия задействована в продолжающейся русско-турецкой войне. При этом сам Пугачёв узнаёт от своих соратников про гибель недовольного его действиями атамана Митьки Лысова и, отправив Чику в качестве эмиссара под Уфу, впоследствии женится на яицкой казачке Устинье Кузнецовой. В конце концов царские войска в ходе нападения на Бердскую слободу громят повстанческую армию, хотя позднее Пугачёву, который оказался предан церковной анафеме, удаётся захватить саму Казань.
В сражении у Казани подполковник Иван Михельсон наносит пугачёвцам сокрушительное поражение. Самозванец вынужден отступить с остатками повстанческой армии на правобережье Волги, причём его соратники сомневаются в помощи со стороны крестьян. Самозванец устраивает в захваченном его мятежным воинством имении суд над одним жестоким помещиком и после встречается с живописцем, который рисует его портрет. Пугачёв инкогнито встречается со старым знакомым донским казачьим офицером, при этом совершая неудачную попытку привлечь на свою сторону посланных против него казаков. В следующем значительном бою у Солениковой ватаги отряды восставших окончательно разгромлены царскими войсками. В результате складывается заговор казацких полковников во главе с атаманами Федулёвым и Твороговым. Самозванец оказывается в руках у заговорщиков, причём Кинзе Арсланову удаётся спастись бегством. 
В Симбирске Емельян Пугачёв подвергается допросу со стороны генерала Петра Панина, будучи заключённым в железную клетку.

## В ролях
- Евгений Матвеев — самозванец Емельян Пугачёв
- Вия Артмане — императрица России Екатерина II
- Тамара Сёмина — Софья Пугачёва, первая жена Емельяна Пугачёва, донская казачка
- Ольга Прохорова — Устинья Кузнецова, вторая жена Емельяна Пугачёва, яицкая казачка
- Пётр Глебов — атаман Степан Федулов
- Борис Кудрявцев — член пугачёвской Военной коллегии Максим Шигаев (озвучивает Станислав Чекан)
- Григоре Григориу — атаман  Чика Зарубин (озвучивает Владимир Ферапонтов)
- Виктор Павлов — Митька Лысов, казачий атаман.
- Борис Куликов — главный пугачёвский атаман Андрей Овчинников
- Константин Захарченко — атаман Иван Творогов
- Фёдор Одиноков — соратник Емельяна Пугачёва Хлопуша
- Михаил Златопольский — дьякон
- Владимир Шакало — звонарь-пугачёвец
- Борис Галкин — крестьянин-пугачёвец Никита Строев
- Вацлав Дворжецкий — Филарет, игумен раскольников-староверов
- Салават Киреев — соратник Емельяна Пугачева Салават Юлаев
- Юрий Ильянов — башкирский мулла, пугачёвский полковник Кинзя Арсланов
- Геннадий Четвериков — атаман Бурнов
- Иногам Адылов — телохранитель Емельяна Пугачева Идорка
- Борис Плотников — иконописец
- Владимир Борисов — секретарь Пугачёва Ваня Почиталин
- Николай Волков — Степан Оболяев, умётчик.
- Игорь Горбачёв — Никита Панин, глава Коллегии иностранных дел.
- Анатолий Азо — фаворит Екатерины 2 Григорий Орлов (озвучивает Владимир Дружников)
- Юрий Волков — князь Пётр Голицын
- Степан Бубнов — есаул Войска Донского Яковлев
- Вилнис Бекерис — подполковник Иван Михельсон
- Юрий Меншагин — комендант Симбирска полковник Пётр Чернышёв
- Сергей Голованов — Пётр Панин, генерал.
- Сергей Габниа — казак
- Александр Жданов — Великий князь Павел Петрович
- Леонид Чубаров — поручик
- Фёдор Никитин — камердинер
- Ирина Бразговка — подруга Устиньи
- Владимир Гостюхин — казак
- Николай Юдин — дед Гаврила

## Съёмочная группа
- Автор сценария: Эдуард Володарский
- Режиссёр: Алексей Салтыков
- Оператор: Игорь Черных
- Художник: Стален Волков
- Композитор: Андрей Эшпай
- Дирижёр: Эмин Хачатурян
- Главный консультант: доктор исторических наук Михаил Белявский
- Военный консультант: генерал-лейтенант И. Архипов
- Комбинированные съёмки:
  - оператор: Александр Ренков
  - художник: Зоя Морякова

## Дополнительные факты
- В фильме участвует фольклорный Ансамбль п/р Дмитрия Покровского.
- В фильме использован фрагмент симфонии № 2 Шостаковича.
- На главную роль пробовались также Владимир Высоцкий (изначально сценарий писался под него), Пётр Глебов, Юрий Соломин.

## Награды
- 1979 — XII ВКФ в Ашхабаде — особый приз жюри за исторический фильм (Алексей Салтыков)[1].
- 1979 — XII ВКФ в Ашхабаде — приз Союза композиторов Туркменистана за музыку к фильму (Андрей Эшпай).
- 1980 — XXXI МКФ трудящихся Чехословакии — приз за лучшее исполнение мужской роли (Евгений Матвеев).